# Winfield Hancock
Winfield Scott Hancock (14 de fevereiro de 1824 – 9 de fevereiro de 1886) foi militar profissional dos Estados Unidos e candidato Partido Democrata a presidente da república. Foi um dos mais destacados generais da União durante a Guerra da Secessão.
Winfield e o seu irmão gêmeo idêntico Hilary Baker Hancock nasceram em Montgomery Square, Pensilvânia.
Em 1840, Winfield ingressou em West Point. Formou-se em 1844. Brevetado Segundo Tenente, foi designado para servir nos territórios indígenas, onde permaneceu até o início da Guerra Mexicano-Americana. Inicialmente, trabalhou como oficial de recrutamento em Kentucky, mas em 1847 consegui ser transferido para a frente de combate. Participou das batalhas de Contreras, Churubusco e Molino del Rey, sendo ferido em Churubusco e brevetado 1o. tenente pela coragem em combate. Participou ainda da expedição contra a milícia mórmon em Utah.
Em Setembro de 1861, com a irrupção da Guerra Civil, foi promovido a Gal. de Brigada dos Voluntários. Tomou parte nas campanhas da Península e de Maryland. Em Antietam, sucedeu o mortalmente ferido Israel Richardson como comandante da 1a. divisão do II Corpo do Exército de Potomac. Em Novembro de 1862 foi promovido a Major General. Lutou em Fredericksburg com distinção. Em Chancelorsville com elementos de três regimentos cobriu a frente inteira da sua divisão, enquanto o Exército de Potomac retirava-se através do Rio Rapahannock. A defesa contra pesados ataques confederados, executada em ordem aberta, foi considerada um exemplo clássico de operação defensiva.
Hancock chegou ao que se tornaria o campo de batalha de Gettysburg em 1 de Julho de 1863. Gal. Meade, comandante do Exército de Potomac concedeu lhe amplos poderes para organizar a defesa, o que foi realizado com grande habilidade. Ainda naquele dia, as tropas federais resistiram ao ataque des tropas de Richard Ewell no seu flanco direito. No dia seguinte, suas tropas debelaram uma tentativa de flanqueamento pela ala esquerda (Defesa de Little Round Top). No terceiro e último dia da batalha, o centro do Exército de Potomac, sob comando de Hancock, repeliu o famoso assalto da infantaria confederada sob James Longstreet, chamado de Pickett’s Charge. Lá recebeu um ferimento do qual jamais se recuperou totalmente. Pelo seu desempenho nessa batalha foram lhe dados agradecimentos do congresso , uma honra exepcional.
Winfield Hancock tomou parte importante na Campanha de Wilderness, lutando nas batalhas de Wildreness, Spotsylvania e Cold Harbor, entre outras. Em Spotsylvania, destacou-se na tomada do ponto de inflexão nas defesas confederadas conhecido como "Bloody Angle" (Ângulo Sangrento). Recebeu a promoção a Gal. de Brigada do Exército Regular. Em Novembro, uma abertura do seu antigo ferimento de Gettysburg afastou-no dos campos de Batalha até o fim da Guerra.
Testemunho de Ulysses Grant sobre Winfield Scott Hancock:
Hancock representava uma das mais conspícuas personalidades entre os generais que não exerciam um comando separado. Comandou um corpo de exército por mais tempo do que qualquer outro, mas o seu nome jamais foi mencionado em conexão com qualquer erro em batalha pelo qual fosse responsável. Foi um homem de conspícua apresentação...Sua disposição genial deu-lhe amigos e a sua coragem pessoal e presença nos mais densos combates assegurou-lhe a confiança das suas tropas. Não importava quão duro era o combate, o II Corpo sempre sentia que seu comandante olhava por eles.
Em 1866 foi promovido a Major General do Exército Regular. Exerceu diversas funções no exército, sendo a última Comandante do Departamento Militar do Leste. Em 1880 foi nomeado candidato Democrata a Presidência, perdendo para James Garfield por uma das mais estreitas margens no voto popular de toda a história republicana. Morreu em 1886, em Governors Island, Nova Iorque.